# Ulmus microcarpa
Ulmus microcarpa je vrsta brestov, ki izvira iz Kitajske, in jo je leta 1973 prvi opisal kitajski botanik L. K. Fu. Drevo je odkril v gozdovih Čaju na jugovzhodu province Šidzang na nadmorski višini okoli 2800 m.

## Opis
Drevo v naravi doseže okoli 30 m in ima premer debla do 80 cm. Listi z nazobčanim robom so podolgovati do elipsasti, dolgi med 85 in 170 mm in široki med 50 in 80 mm. Pecelj je dolg okoli 5 mm. Plodovi so okrogli oreški, ki merijo v premeru med 7 in 8 mm in vsebujejo eno seme.